# レンディーレ語
レンディーレ語（Rendille、または Rendile、Randile）は、アフロ・アジア語族の言語であり、ケニア北部に住むレンディーレ族によって話されている。クシ諸語に属する。
レンディーレ族のアリアール下位グループは、ナイル系（en:Nilotic peoples）とクシ系の混血であり、近くに住んでいるナイル系のサンブル族のナイル・サハラ語族のサンブル語を話す。

## 注
1. ↑  Hammarström, Harald; Forkel, Robert; Haspelmath, Martin et al., eds (2016). “Rendille”. Glottolog 2.7. Jena: Max Planck Institute for the Science of Human History
2. 1 2  Ethnologue - Rendille
3. ↑  Parris, Ronald G. (1994). Rendille. Rosen Publishing Group. pp. 13. ISBN 0823917630